# Apene

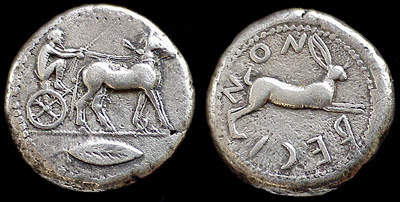
Een apene op een munt van de tiran en Olympisch kampioen Anaxilas, links

De apene was een sportdiscipline in de Olympische Spelen in de Klassieke Oudheid.
Het bestond uit racen met een gespan getrokken door twee muilezels. Deze Olympische sport werd voor het eerst ingevoerd in het jaar 500 v.Chr. op de 77e Olympiade. Ze werd een laatste keer bedreven in het jaar 444 v.Chr. op de 84e Olympiade. Pausanias, een Griekse schrijver in de 2e eeuw v.Chr., verklaarde de afschaffing door het feit dat deze onpopulaire sport niet aantrekkelijk was om naar te kijken. De muilezel was bovendien gezien als een ondergeschikt dier.
De karren waren van een ander type dan bij de synoris, een race met een gespan getrokken door twee paarden dat later werd ingevoerd, namelijk vanaf 408 v.Chr. De kar bij synoris was dikker en had verstevigde wielen zodat de bestuurder veiliger zat. Zo werden er bij synoris hogere snelheden gehaald dan bij apene.
Er bestaan uit de Griekse Oudheid afbeeldingen van de apene op beschilderd aardewerk en op munten. Een voorbeeld is een munt uit Regium en Messina uit de 5e eeuw v.Chr. Hierop is te zien dat de toen heersende tiran Anaxilas Olympisch kampioen was in apene.